# Mary Anne Barker
Mary Anne Barker, Lady Barker ou Mary Anne Broome, Lady Broome après son second mariage, née le 29 janvier 1831 à Spanish Town et morte le 6 mars 1911 à Londres, est une femme de lettres britannique.

## Biographie
Née Mary Anne Stewart à Spanish Town en Jamaïque, elle est la fille aînée de Walter George Steward, dernier secrétaire de l'île de Jamaïque. Elle est éduquée en Angleterre mais retourne de temps en temps sur son île natale pour les vacances. Elle se marie en 1852 avec le capitaine George Robert Barker (en) de la Royal Artillery, avec qui elle a deux fils John Stewart Barker (1853) et Walter George Barker (1857). Quand Barker est fait chevalier de l'Ordre du Bain pour services rendus lors de la révolte des cipayes, en particulier lors du siège de Lucknow (en) où il commande l'artillerie et lors de la capture du fort Birwa, Mary Anne Barker devient Lady Barker et déménage en Inde avec ses deux fils. Huit mois plus tard, son mari meurt à Simla le 27 juillet 1861 et elle retourne en Angleterre.
Elle se remarie le 21 juin 1865 avec Frederick Napier Broome (en), de 11 ans son cadet. Ils partent ensuite en Nouvelle-Zélande, en laissant les deux enfants de son précédent mariage en Angleterre. Leur premier enfant naît à Christchurch en février 1866 mais meurt en mai. À ce moment, le couple déménage à Steventon, une Sheep station que Broome a acheté avec son partenaire H. Philipp Hill. Ils y restent trois ans mais Broome vend ses parts après l'hiver 1867 durant lequel l'exploitation perd plus de la moitié de ses moutons.
Le couple retourne à Londres où ils deviennent des journalistes. Frederick Broome devient correspondant pour The Times et publie deux recueils de vers, Poems from New Zealand en 1868 et The Stranger from Seriphos en 1869 mais son épouse va beaucoup plus loin dans le travail littéraire. À la demande de son ami, l'éditeur Alexander Macmillan, elle publie en 1870 Station Life in New Zealand, une collection de lettres qu'elle avait écrites à sa sœur cadette Jessie Stewart, et Station Amusements in New Zealand en 1873. Station Life in New Zealand a du succès : il est édité à plusieurs reprises et est traduit en français en 1882 et en allemand.

## Publications
- (en) Station Life in New Zealand, Londres, 1870 (lire en ligne).
  - Une Femme du monde à la Nouvelle-Zélande, Paris, Firmin-Didot, coll. « Bibliothèque des mères de famille », 1882
- (en) Spring Comedies, Londres, 1871.
- (en) A Christmas Cake in Four Quarters, Londres/New York, Macmillan and Co., 1871 (lire en ligne).
- (en) Station Amusements in New Zealand, Londres, 1873.
- (en) First Lessons in the Principles of Cookery, Londres, 1874.
- (en) A Year's Housekeeping in South Africa, Londres, 1877.
- (en) The White Rat, Londres, 1880.
- (en) Letters to Guy, Londres, 1885.
- (en) Colonial Memories, Londres, 1904.